# Sgt. Slaughter
Robert Remus, bedre kendt under ringnavnet Sgt. Slaughter, er en tidligere amerikansk wrestler. Fra slutningen af 1970'erne til starten af 1990'erne havde han succes i National Wrestling Alliance, American Wrestling Association og World Wrestling Federation. I 1991 vandt han sin eneste VM-titel i World Wrestling Federation ved at besejre Ultimate Warrior ved Royal Rumble. Han tabte titlen til Hulk Hogan ved WrestleMania VII to måneder senere. Indtil 2009 har han været ansat i World Wrestling Entertainment.